# 310 (số)
310 (ba trăm mười) là một số tự nhiên ngay sau 309 và ngay trước 311.